# سیمون دورماندی
سیمون دورماندی (انگلیسی: Simon Dormandy) کارگردان نمایش، آموزگار و هنرپیشه اهل بریتانیا است.
از فیلم‌ها یا برنامه‌های تلویزیونی که وی در آن نقش داشته‌است، می‌توان به کریستوف کلمب: اکتشاف، خطاهای نرم‌افزاری و دوریت کوچک اشاره کرد.